# Lajes Air Base
Lajes Air Base eller Lajes Airfield er hjemmebase for det portugisiske luftvåbens Comando da Zona Aérea dos Açores (da. Azoernes Luftzonekommando) og for en gruppe fra United States Air Force, og den ligger nær byen Lajes på Terceira-øen på Azorerne, Portugal.
Basen er placeret et strategisk sted midt imellem Nordamerika og Europa i det nordlige atlanterhav. Den amerikanske del af luftbasen drives af 65th Air Base Wing af United States Air Forces in Europe.